# Oriolus szalayi
Oriolus szalayi là một loài chim trong họ Oriolidae.